# Patrick Boyle (Schriftsteller)
Patrick Boyle (* 1905 in Ballymoney, Nordirland; † 1982) war ein nordirischer Autor.

## Leben
Er wurde als Sohn eines Rechtsanwalts geboren und besuchte die Ursuline Convent School in Coleraine und die Coleraine Academical Institution. Boyle war dann zunächst als Bankangestellter, später als Bankmanager tätig.
Er schrieb einen Roman und Kurzgeschichten. 1965 erhielt er den Irish Times Literary Award. Boyle war Mitglied der Irish Academy of Letters.

## Werke
- Like Any Other Man, 1966; Wie jeder andere auch, 1966
- At Night All Cats Are Grey, 1966; Nachts sind alle Katzen grau
- The Betrayers, 1969
- All Looks Yellow to the Jaundiced Eye, 1969
- A View from Calvary, 1976